# Taiga della Siberia orientale
La taiga della Siberia orientale è una ecoregione terrestre della ecozona paleartica appartenente al bioma della foresta boreale (codice ecoregione: PA0601) che si sviluppa per circa 3899700 km² nella Russia asiatica. È inclusa, con lo stesso nome, nella lista Global 200.

## Geologia
La maggior parte della regione giace sulla piattaforma siberiana, un'area dal punto di vista geologico assai poco attiva. Le vaste pianure della parte centrale della Jacuzia sono formate da densi depositi alluvionali, con il risultato che in quell'area si verificano intensi processi carsici a livello sotterraneo. La taiga della Siberia orientale è inoltre conosciuta anche a livello mineralogico, in quanto sede di diverse sostanze cristalline.

## Territorio
Questa vasta ecoregione è situata nel cuore della Siberia, estendendosi per oltre 20° di latitudine e 50° di longitudine (da 52 a 72° N e da 80 a 130° E). Il clima è di tipo subartico e presenta una spiccata continentalità, con valori estremi compresi tra 40 °C e -65 °C e forse perfino inferiori. Gli inverni sono lunghi e molto freddi, ma le precipitazioni nevose sono scarse a causa degli effetti dell'anticiclone siberiano. Le estati sono brevi, ma può fare anche molto caldo pur trovandosi a latitudini così settentrionali.
Le precipitazioni sono scarse, circa 200-600 mm annui, e diminuiscono da est ad ovest. La topografia dell'ecoregione è varia, ma è costituita per lo più da vaste distese pianeggianti e da aree carsiche. A differenza della limitrofa taiga della Siberia occidentale, vaste torbiere e zone umide sono prevalentemente assenti. Alcuni alberi perdono le foglie ogni anno, come quelli delle foreste decidue.

## Flora
La vegetazione è costituita soprattutto da una vasta e fitta distesa di larici della Dauria (Larix gmelinii), con larici siberiani (L. sibirica) e ibridi tra questi due (Larix x czekanowskii) che si fanno sempre più frequenti procedendo verso ovest. Il sottobosco è dominato da arbusti di mirtillo rosso (Vaccinium oxycoccus) e mirtillo nero (Vaccinium myrtillus).
In tutta l'ecoregione si possono trovare zone più piccole dominate da pini siberiani (Pinus sibirica), pini selvatici (P. sylvestris), abeti rossi siberiani (Picea obovata) e abeti siberiani (Abies sibirica). Foreste di pini e foreste miste di betulle e pioppi diventano più frequenti spostandosi a sud, mentre nell'area delle sorgenti della Lena e della Tunguska Inferiore, nonché nel bacino dell'Angara, insieme ad aree di steppa boschiva si possono trovare zone di vera e propria steppa e steppa arbustiva.

## Fauna
Questa regione ospita il maggior numero di esemplari di orsi bruni (Ursus arctos collaris), lupi (Canis lupus), alci (Alces alces) e renne selvatiche (Rangifer tarandus) di tutta la Russia. Qui si trovano anche specie caratteristiche delle zone più a sud, come il mosco siberiano (Moschus moschiferus), il cervo dell'Altai o maral dell'Altai (Cervus canadensis sibiricus) e il cinghiale (Sus scrofa). L'avifauna comprende specie quali l'aquila reale (Aquila chrysaetos), il falco pellegrino (Falco peregrinus), il falco pescatore (Pandion haliaetus), il francolino di monte (Tetrastes bonasia), il tetraone delle peccete siberiano (Falcipennis falcipennis), il gallo forcello (Lyrurus tetrix), il gallo cedrone (Tetrao urogallus), il gallo cedrone orientale (T. parvirostris), la pernice bianca nordica (Lagopus lagopus), la pernice bianca (L. muta), la cicogna nera (Ciconia nigra), la gru monaca (Grus monacha), la cornacchia nera (Corvus corone), l'usignolo azzurro siberiano e l'usignolo di Swinhoe (Larvivora cyane e L. sibilans, rispettivamente), l'usignolo maggiore (Luscinia luscinia), il ciuffolotto scarlatto del Pallas (Carpodacus roseus), il rondone codaforcuta (Apus pacificus), il quattrocchi (Bucephala clangula), la pesciaiola (Mergellus albellus), il re degli edredoni (Somateria spectabilis), l'edredone dagli occhiali (S. fischeri) e l'alzavola del Baikal (Sibirionetta formosa).

## Conservazione
Nonostante solo una piccola parte dell'ecoregione sia protetta, il suo stato di conservazione viene ritenuto «relativamente stabile/intatto». Tra le aree protette qui presenti ricordiamo:
- il parco nazionale dei Pilastri di Krasnojarsk;[3]
- la riserva naturale dell'Olëkma;[4]
- la riserva naturale della Tunguska;[5]
- la riserva naturale della Siberia centrale.[6]

A parte il primo, che è stato dichiarato parco nazionale nel 2019, sono tutte zapovednik (riserve naturali integrali). Le principali minacce all'integrità dell'ecoregione sono il bracconaggio e, nelle zone meridionali e centrali, l'abbattimento degli alberi per ricavarne legname.
Dopo il crollo dell'Unione Sovietica è sopraggiunta un'ulteriore minaccia. Dal momento che in Cina ci sono poche foreste, gli imprenditori cinesi (a causa della mancanza di legname e alimentati da una forte crescita economica) hanno iniziato ad appropriarsi di terreni forestali in Russia. Gli alti livelli di corruzione e altri motivi hanno permesso loro di raggiungere il loro obiettivo. Con l'adozione della nuova legge federale 473-FZ, che tutela i diritti delle società straniere in Russia, i taglialegna cinesi hanno iniziato a distruggere tutti gli alberi sui terreni affittati (spingendosi anche molto oltre). Sono stati numerosi i tentativi di deforestazione nelle pianure alluvionali protette. A causa del grave danno ambientale, il loro operato ha causato proteste da parte dei locali e del WWF. Le azioni delle compagnie cinesi rappresentano una minaccia per le popolazioni autoctone della Siberia e dell'Estremo Oriente (Evenchi, Udege, ecc.), privandole dei loro territori e dei loro tradizionali stili di vita. La deforestazione totale da parte delle aziende cinesi crea un'ulteriore minaccia per specie rare e in via di estinzione come la tigre siberiana, il leopardo dell'Amur, l'orso bruno della Siberia orientale, ecc.